# موسوعة المؤامرة
موسوعة المؤامرة: موسوعة نظريات المؤامرة هو كتاب مرجعي غير روائي عن نظريات المؤامرة، مع مقدمة بقلم المحرر توم بيرنت. نشرت دار نشر تشامبرلين بروز الموسوعة في عام 2005، ونشرتها دار نشر كولينز آند براون في عام 2006. من بين المساهمين في هذا العمل توم بيرنت، ونايجل كاوثورن، وريتشارد إميرسون، وميك فارن، وأليكس جيمز، وجون غيل، وساندي غورت، ورود غرين، وإيما هولي، وإستر سيلسدون، وكين توماس. تناقش الموسوعة 365 نظرية مؤامرة معظمها سياسي.
تلقت الموسوعة مراجعة إيجابية في صحيفة الغارديان، إذ أشير إليها على أنها «مجلد مُنتج على نحو رائع». نالت الموسوعة مراجعة إيجابية وسلبية من كاتبين مختلفين في صحيفة التايمز. في عام 2008، أُدرجت الموسوعة بوصفها كتابًا مطلوبًا للقراءة في دورة عن المؤامرة في جامعة هارفارد.

## خلفية
نشرت دار نشر تشامبرلين بروز موسوعة المؤامرة في عام 2005، ونشرته دار نشر كولينز آند براون في عام 2006. من بين المساهمين في هذا العمل توم بيرنت، ونايجل كاوثورن، وريتشارد إميرسون، وميك فارن، وأليكس جيمز، وجون غيل، وساندي غورت، ورود غرين، وإيما هولي، وإستر سيلسدون، وكين توماس.
كتب بيرنت كتابات أخرى عن السياسة الدولية، مثل كتاب من الذي فاز حقًا بسباق الفضاء؟ الكشف عن المؤامرة التي أبقت أميركا في المرتبة الثانية بعد الروس (2005)، وكتاب من الذي يدير العالم حقًا: الحرب بين العولمة والديمقراطية (2007). يُعد اسم توم بيرنت اسمًا مستعارًا لشخص اكتسب خبرة أمنية لأول مرة عندما كان عضوًا في القوات الخاصة للمملكة المتحدة. بعد انتهاء خدمته العسكرية، أصبح كاتبًا وتابع دراسته العليا في بريطانيا في نظريات المؤامرة.

## المحتويات
يبدأ توم بيرنت الموسوعة بتعريف القارئ بالمحتويات والمفاهيم في هذا العمل. يلاحظ بيرنت أن المصطلح الألماني Verschwörungsmythos يعني «خرافة المؤامرة»، وأن له قيمة كعلامة وصفية. يقول بيرنت «لعل عالم المؤامرة هو نسخة محدَّثة من الأساطير القديمة، حيث استُبدلت وحوش وآلهة أوليمبوس وفالهالا بكائنات فضائية وبمتنوري واشنطن وبقصر باكنغهام». تُناقش في هذا العمل نحو 365 نظرية مؤامرة، معظمها ذو طابع سياسي. تحتوي الموسوعة على صور كثيرة توضح النقاط التي توردها. تشمل المواضيع التي نوقشت؛ نظريات المؤامرة للهبوط على سطح القمر، ومجموعة بلدربيرغ، والمتنورين، وتقرير وارن، ونظريات المؤامرة لاغتيال كيندي، وآراء ديفيد آيك، وتشوباكابرا. تتضمن دائرة الموسوعة جزءًا عن الاغتيالات، وتشمل تلك التي تناقش وفاة كينيث بجلي في عام 2004، وداني كاسولارو في عام 1991، وجون إف. كينيدي في عام 1963، وتوت عنخ آمون في عام 1323 قبل الميلاد.